# یلنا داویدوا
یلنا داویدوا (به انگلیسی: Yelena Davydova) ژیمناست زادهٔ ۷ اوت ۱۹۶۱ میلادی اهل کشور شوروی است.